# 開雲駅
開雲駅（ケウンえき）は、大韓民国全羅南道順天市にある韓国鉄道公社（KORAIL）全羅線の駅である。

## 歴史
- 1936年12月16日：鶴九駅として開業。
- 1999年2月25日：複線化工事による移転に伴い九万駅に改称[1]
- 2000年1月1日：開雲駅に改称。
- 2004年7月15日：旅客取扱中止。

## 隣の駅
韓国鉄道公社
全羅線
求礼口駅 - (鳳徳駅) - (槐木駅) - 開雲駅 - (東雲駅) - 順天駅